# Vicente Talón
Vicente Talon Ortiz (Valencia, 23 de julio de 1936) es un periodista, corresponsal de guerra y escritor español. Fue fundador con Arturo Pérez-Reverte de la revista Defensa, que dirigió durante treinta años (1977-2007).

## Biografía
Hijo de una maestra de escuela y de un transportista, Vicente Talón nació en Valencia, apenas cinco días después del golpe de Estado militar que originó la guerra civil española. Su padre se incorporó a la milicia republicana con su camión que fue convertido en ambulancia y él mismo en chófer de Sanidad. Vehículo y conductor llevaron a su hijo recién nacido y su esposa al pueblo de Liria donde permanecieron hasta el final de la contienda. En 1945 el padre falleció en un accidente de camión. Entretanto, su madre había sido objeto de un expediente de 'depuración' del que pudo escapar y seguir ejerciendo de maestra hasta su jubilación a los 70 años y la Cruz de Alfonso X el Sabio.
Apasionado seguidor de los conflictos bélicos desde su adolescencia, Talón se licenció en periodismo por la Escuela Oficial de Periodismo de Madrid y más tarde por la Facultad de Ciencias de la Información de la Universidad Complutense de Madrid; títulos a los que luego añadiría el de doctor en Historia Contemporánea por la Universidad San Pablo CEU de Madrid.
Especialista en temas bélicos, insurgencias y revoluciones, así como en política internacional y geoestrategia, ha trabajado como enviado especial para distintos diarios: El Correo Español-El Pueblo Vasco de Bilbao (1961-1966) y del diario Pueblo de Madrid (1966-1985). A lo largo de dos décadas cubrió guerras (Vietnam, Congo, Palestina, Egipto, Israel...), revoluciones (Portugal, Libia, Egipto, Checoeslovaquia...) y otros conflictos de diversa naturaleza (Venezuela, Colombia, Chile...), con especial incidencia en África, Cercano, Medio Oriente y Extremo Oriente, además de los escenarios iberoamericanos.
Entre sus logros hay que citar haber sido el primer periodista español autorizado a entrar en la Unión Soviética y en viajar a la República Popular de China. Entre los muchos dirigentes políticos y militares entrevistados, se le considera el primer periodista español recibido por líderes como Gadafi, Yaafar al-Numeiry o Yasser Arafat. Asimismo, mientras cubría la Guerra de Bangladés y entrevistó, en Calcuta, a la que luego sería conocida como la Madre Teresa.

## Obras
- Talon, Vicente (2013). Diario de la Guerra del Congo (Reedición). Iris, Cultura y Comunicación, S.L. ISBN 978-84-16022-01-4}.
- Talon, Vicente (2016). Luchamos por la república (Reedición). Iris, Cultura y Comunicación, S.L. ISBN 978-84-16022-12-0}.

- Talon, Vicente (2006). 1936-1939, luchamos por la República: de "Abad de Santillán" a "Alejandro Sánchez Cabezudo": las caras ocultas de la Guerra Civil. Grafite. ISBN 84-96281-61-2.

- Talon, Vicente (1988). Memoria de la guerra de Euzkadi de 1936. Plaza & Janés. ISBN 84-01-37360-3.

- Talon, Vicente (1987). El holocausto de Guernica. Plaza & Janés. ISBN 84-01-33334-2.

- Talon, Vicente y Ford, Bryan J. (1980). Armas secretas aliadas. San Martín, D.L. ISBN 84-7140-056-1.

- Talon, Vicente y Wikes, Allan (1980). Hitler. San Martín, D.L. ISBN 84-7140-064-2.

- Talon, Vicente y Caidin, Martín (1977). Me-109: el incomparable caza de Willy Messerschmitt. San Martín: D.L. ISBN 84-7140-065-0.

- Talon, Vicente (1976). Diario de la guerra del Congo. Madrid: Sedmay. ISBN 84-7380-121-0.

- Talon, Vicente (1976). Adiós, Mao. Madrid: Sedmay. ISBN 84-7380-172-5.

- Talon, Vicente (1976). La frontera del más allá (China, URSS). Madrid: Sedmay. ISBN 84-7380-119-9.

- Talon, Vicente (1975). Vasconiana a los cuatro vientos: Emanda zabalzazu, munduan frutua. La Gran Enciclopedia Vasca. ISBN 84-248-0210-1.

- Talon, Vicente (1974). Portugal, ¿Golpe o Revolución?. Hardcover, CVS Ediciones. ISBN 84-354-0011-5.

- Talon, Vicente (1973). Viaje a la China de Mao. Madrid: G. del Toro. ISBN 84-312-0170-3.

- Talon, Vicente (1970). Arde Guernica. Madrid: San Martín, S.L. ISBN 84-7140-024-3.

- Talon, Vicente (1970). Los rusos en el Mediterráneo. San Martín, S.L.